# Річинський Арсен Васильович
Арсе́н Васи́льович Річи́нський (12 (25) червня 1892, Тетильківці, Кременецький повіт, Волинська губернія — 13 квітня 1956, Джусали, Кизилординська область, Казахська РСР) — волинський український громадський, політичний і церковний діяч, композитор, фотограф, краєзнавець, основоположник української етнології релігії, святий сповідник, лікар.

## Життєпис

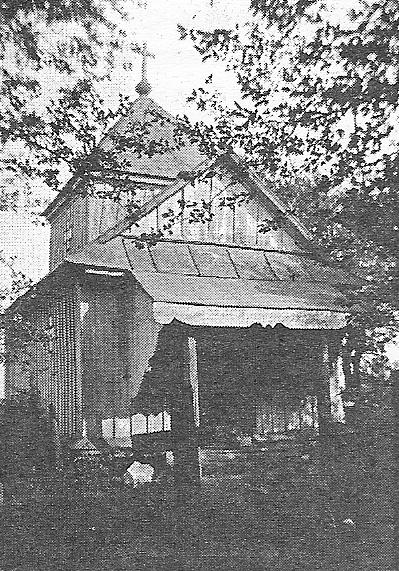
Родинна каплиця Річинських у селі Тетильківці. 1927 рік

Народився Арсен Річинський 12 червня 1892 року в селі Тетильківці Кременецького повіту Волинської губернії в сім'ї священика Василя Федоровича Річинського і Віри Капітонівни Річинської. Мабуть саме батько вплинув на вибір майбутнього фаху сина. Початкову освіту Арсен Річинський здобував у сільській церковно-парафіяльній школі, наступно у Клеванській духовній школі та Кременецькій гімназії. Згодом поступив до Волинської духовної семінарії в Житомирі, викладачі і семінаристи якої позірно хоч і вдавали з себе служок російської політики у регіоні насправді залишалися традиціоналістами.
| «...Волинське духовенство по природі своїй було українське. Було це стихійне українство, глибшої національної свідомості наші батьки не виявляли, українство в них і в нас, їх дітях, виявлялось у тім, що ми говорили українською мовою, нашою рідною. Все життя священичих родин, родинно-побутове, як і волинського селянства, було суто українське. Русифікаційні впливи сюди не сягли. Міцно зберігались українські традиції - церковні і народні»[2] |
, — писав у своїх споминах професор Волинської духовної семінарії Филимон Кульчинський.
У Житомирі юний семінарист належав до гуртка з вивчення історії, який вели члени «Товариства дослідників Волині», викладачі семінарії. Сам Арсен Річинський згадував про роки навчання в Житомирі, коли він з однодумцями:
| «... раз чи два на місяць перекрадалися зимовими вечорами на житомирські передмістя на сходини підпільного українського гуртка шкільної молоді — тільки для того, щоби з товариських рефератів знайомитися з рідною історією та літературою. Мусіли оглядатися на шкільне «начальство» і на поліцію, — а що вже найбільше потерпала тоді мабуть вдовиця, яка за 2 карбованці впускала нас на ці сходини до своєї хати.»[3] |

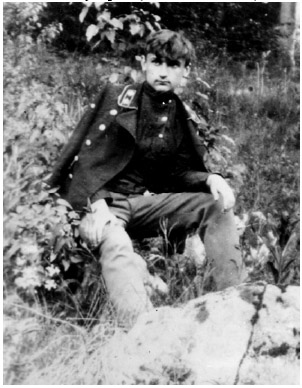
Арсен Річинський на березі річки Тетерева у Житомирі. 1927 рік

26 січня 1907 року, коли Арсен Річинський навчався саме-но у 2 класі, семінаристи учинили бунт. Всі виходи і входи семінарських корпусів були перекриті поліцією і жандармерією. Семінаристи вчинили спротив. Загасивши світло, почали обливати представників порядку водою з пожежного шлангу, жбурляли меблями. На допомогу були викликані підрозділи регулярного війська, які й зайняли приміщення. Обшук, який тривав до 5 години ранку мав на меті виявити сліди «українського сепаратизму» і «мазепинства». 26 семінаристів було заарештовано. Семеро передано до суду, з яких четверо засуджено до кількох місяців позбавлення волі, трьох до двох із половиною років.
У 1911 році невдоволений посадою вчителя церковно-парафіяльної школи села Сіднярки Луцького повіту Арсен Річинський подався здобувати фах лікаря до Варшавського університету.
В 1914 році у зв'язку з початком Першої світової війни переводиться до Київського Імператорського Університету Святого Володимира. Виступає організатором студентських літературних читань та музичних вечорів, наукових зібрань, редактором рукописних журналів і стіннівок. Після першого курсу, через матеріальну скруту в сім'ї поряд із студіями працює навчителем у фельдшерській школі.

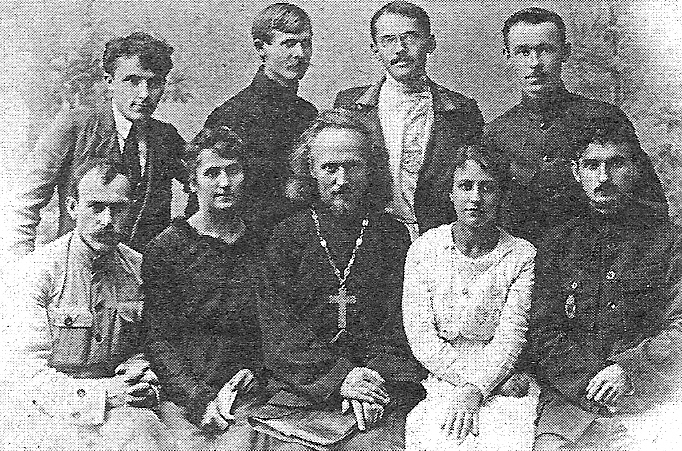
Працівники Ізяславської шкільної управи. Арсен Річинський перший праворуч у першому ряду. 1920 рік

У 1915 скеровується на службу до Ізяславського повітового земства, а відтак дільничим лікарем у Хролин. Звідти евакуйовується до села Василівки Петровського повіту Саратовської губернії, потім до села Попівки Рильського повіту Курської губернії, далі до села Вечірки Полтавської губернії. Пізніше такі часті переїзди батька дочка Людмила Річинська пояснювала не бажанням привертати особливої уваги до своєї персони з боку імперської влади, яка в часі війни була особливо загостреною.
У 1917 році повертається до університету, 30 березня складає іспити, проте диплом лікаря отримує лише через півтора року — 20 вересня 1918 року.

Ніна Прокопович. 1918 рік

Від 31 травня 1917 року до 9 квітня 1920 виконує обов'язки лікаря Ізяславської повітової лікарні. Саме в Ізяславі Арсена Річинського застає початок визвольних змагань, до яких він прагне долучитися всією душею. В 1917 році обраний на голову Ізяславського повітового земства, наступного стає редактором новоствореного часопису «Нова дорога». Стає одним з найактивніших діячів ізяславської «Просвіти». Організовує вчительський хор, з яким дебютує у ролі диригента. Докладається до створення на базі Острозької жіночої гімназії курсів «українізації», де викладає історію України. Там знайомиться з Надією Прокопович і вони взаємо закохуються. Надія Прокопович була вчителькою у передміському до Ізяслава селі Васьківці, покинувши свою першу дружину Лідію Віленську з Шепетівки Арсен Річинський перебирається до Васьківців. Тут його застає совєтська окупація. Людмила Річинська залишила такий спогад про ті події:
| «У 1920 році прийшли на Волинь більшовики. Почали виявляти і арештовувати тих, хто був за українську ідею. Особливо це налякало сім'ю Кореневичів, з якою мав тісні зв'язки А. Річинський. Пішов поголос, що в місті розстріляли петлюрівця, вчителя єврея біля школи. Тоді мама сховала Арсена Васильовича на дах хати (...) В Ізяслав по диплом прийшла Ніна Павлівна. Очевидно, вона дуже його кохала. Ризикуючи життям, мама диплом заховала в косах. Наразі зайшла до дядька і довідалась, що його розстріляли більшовики. Тато на даху с. Васьківці сидів з тиждень, а потім пішки ночами почав добиратися до с. Тростянець, там більшовиків не було. То був непевний час.»[4] |
Коханці знову поєдналися в Тростянці Луцького повіту, де була родинна домівка Прокоповичів. Обвінчалися 11 липня 1921 року, благо батько нареченої був священиком. У Тростянці Арсен Річинський працює практикуючим лікарем до квітня 1922 року.

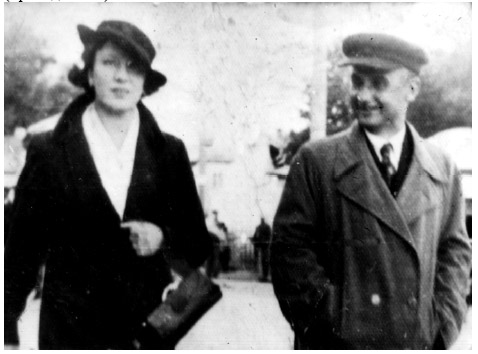
Арсен і Ніна Річинські на вулиці Володимира. 1930-ті роки

Згодом скерований дільничним, а потім призначений головним лікарем Володимир-Волинської лікарні (до квітня 1925 року).
У володимирський період Арсен Річинський співпрацює з такими визначними особистостями, як архімандритом Полікарпом (Петром Сікорським), композитором, публіцистом і політиком Михайлом Тележинським, істориком і археологом Олександром Цинкаловським, культурним і громадським діячем Степаном Смаль-Стоцьким, літературним критиком, публіцистом і політиком Дмитром Донцовим.
Пише тексти на церковну тематику: «Походження єпископату: в зв'язку з питанням про благодатність ієрархії Української Автокефальної Православної Церкви», «Сучасний стан церковно-релігійного життя української людности в Польщі. Доклад виголошений на українському православно-церковному з'їзді в Луцьку 5-6 червня 1927 року», «Критичний розгляд постанови Св. Синоду про заборону Українського Церковного З'їзду», «На манівцях». Готує збірки, де виступає як композитор: «Всенародні співи в українській церкві. Збірка загально-доступних церковних співів для сільських хорів, для шкіл і народу», «Українські церковні співи», «Українські колядки», «Скорбна мати. Збірник українських церковно-народніх пісень із богогласника на мішаний хор», «Українська Відправа Вечірня та Рання». У Володимирі ж з'являється головний текст Арсена Річинського «Проблєми української реліґійної свідомости», водночас, в українській інтелектуальній історії, це перша спроба проаналізувати український етнос з позицій етнології релігії. Присвячує окремі праці краєзнавству і пластунству.
Займається активною громадською, політичною і культурною діяльністю. Засновує у Володимирі і Володимир-Волинському повіті «Просвіту» (у 1928–1929 виступає її очільником), «Пласт» (заборонений місцевою адміністрацією у 1929 році), «Союз українок», «Райфайзенку» (на ділі не розпочала діяльність через незатвердження окружним судом її статуту), «Відродження» (заборонена староством у 1935 році).
З 1929 року член «Українського Волинського об'єднання», Організації українських націоналістів.
Редагує часописи загальнокультурного та релігійного спрямування «На варті» (1925—1926), «Рідна церква»(1927), «Наше братство»(1929).

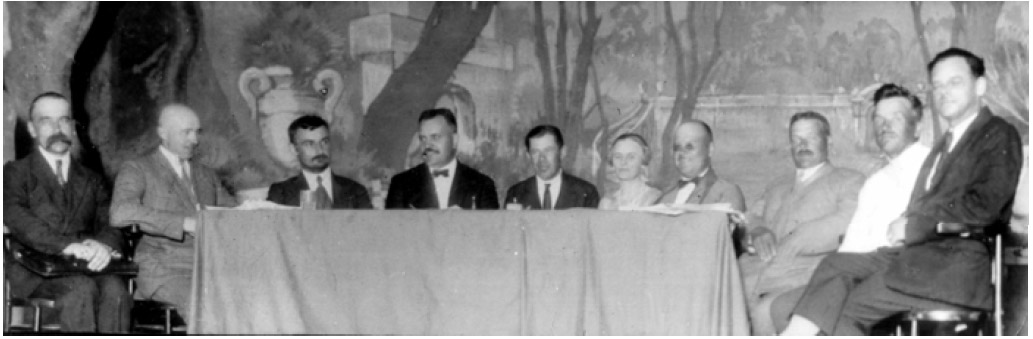
Президія Українського церковного з'їзду. Арсен Річинський третій зліва. 1927 рік

У цей час красномовно виявляється принциповість Арсена Річинського щодо потреби набуття Українською Церквою автокефалії. Він один з натхненників і організаторів Українського церковного з'їзду (5-6 червня 1927 року) у Луцьку. На відміну від глави Польської православної церкви митрополита Діонісія, який під тиском російських громадських організацій визнав проведення з'їзду «у церковному відношенні недоцільним і непотрібним» й заборонив духовенству брати у ньому участь, світська влада дозволила проведення зібрання, що отримало назву «З'їзду православних мирян-українців в церковних справах». У з'їзді взяли участь 565 делегатів з усіх повітів Волині, Полісся, Холмщини й Підляшшя. Прибули зокрема понад 200 гостей, 8 українських послів до Сейму та сенату, волинський віце-воєвода і Луцький міський староста.
Тоді ж Арсена Річинського було обрано на голову «Православно-Церковного Українського Виконавчого Комітету у Річі Посполитій Польській». З'їзд постановив шерег вимог щодо українізації Православної церкви на українських землях. Зокрема вимагалося запровадження української богослужбової і ділової мови, відновлення українських церковних звичаїв та обрядів, скасованих ще російською владою, призначення на українських землях єпископів-українців, реорганізація духовних консисторій та повітових протоієратів, що були осередками зросійщення. В ухвалі з'їзду наголошувалося, що:
| «...Всі народи на землі покликані до царства Божого. Народів привілейованих християнство не знає, через те кожний народ, згідно із засадами Православної Східної Церкви та її церковно-історичною традицією, має право до виявлення свого релігійного життя в своєрідних національних формах, які не тільки не роз'єднують Христової громади, а ще й збагачують Вселенську Церкву своєю многобарвністю та своєрідним ароматом окремих національних культур і національних характерів»[7] |.
У 1928 році Арсена Річинського введено до складу Митрополичої Ради Польської православної церкви. Такий крок був лише дипломатичною грою. На ділі ж вимоги українізації Православної церкви на українських землях іґнорувалися. 4 грудня 1928 року на знак протесту проти такої політики Арсен Річинський склав з себе обов'язки члена Митрополичої Ради.
1929 року постановою № 14 від 15 квітня Синод Польської православної церкви відлучив Арсена Річинського від церкви.

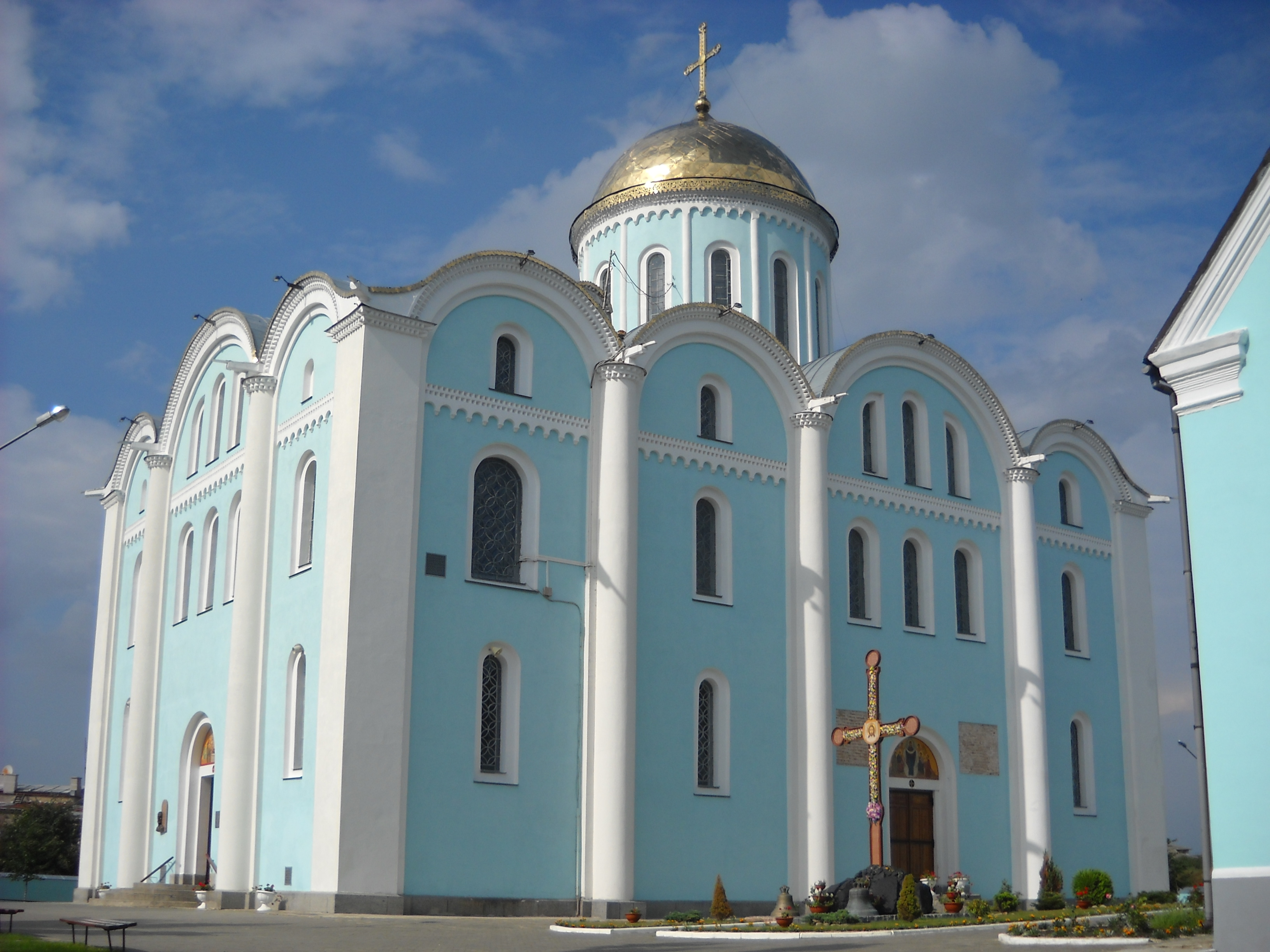
Успенський собор. Володимир-Волинський

28 квітня 1929 року в оточеному поліцією володимирському Успенському соборі Арсенові Річинському була виголошена анатема.
Сам Арсен Річинський у книзі «Проблеми української релігійної свідомості» писав про цю ситуацію наступне:
| «Непідготовленість нашої інтелігенції разила очі, коли після анатеми, киненої на автора, члени Українського Церковного Комітету, замість виразно і твердо зайняти самостійну — єдино достойну зрілої нації — позицію, задумувалися над тим, чи вони ще можуть «формально» раду радити вкупі зі своїм «виклятим» головою»[8] |.
Поряд з тим займається світлярством. Знімки Арсена Річинського володимирського періоду знайшли відображення у виданнях: «Альбом культури в образах» (1932), праці О. Цинкаловського «Княжий город Володимир» (1935), альбомі «Українське січове стрілецтво» (1937).
Переслідувався і тричі піддавався арешту з боку польської влади. В 1925, 1935 році ув'язнений до концентраційного табору у Березі Картузькій) і 1939 року. В 1940 році заарештований вже радянською владою. Сім'ю депортовано до північного Казахстану, звідки Річинські змогли повернутися лише в 1946 році. В травні 1942 заочно засуджений до 10 років заслання до ГУЛАГу.
Побут Арсена Річинського часів заслання дещо відтворюють спогади мешканця міста Володимира В. Геруна, що так само поневірявся по таборах:
| «В таборі суворого режиму було два лікарі-українці. Це Іван Васильович Клименко та Арсен Васильович Річинський. Начальником санчастини був Арсен, а Іван Васильович - хірургом. Я думаю, що в таборі тоді Річинський був напіввільним. Тому і поставили його начальником санчастини. Очевидно, тюремна влада пішла на поступки, бо не вистачало лікарів. Знаю, що Річинського в зоні «прирізали», тому він після видужання недочував. Багатьом українцям з Західної України Річинський давав звільнення від роботи, тому його ненавиділи. Був на зоні націоналіст Богданович, його звільнили, а потім зарізали. Чому його хотіли вбити кримінальні бандити - не знаю. На лікаря Річинського сердилися росіяни. Бо звільняв українців від роботи. З Річинським доля звела в червні 1946 року. Тоді я проходив медогляд, а ще коли звернувся до нього за звільненням, бо не міг ходити через травму ноги. Часто в таборі казали, коли хтось з українців опинявся не на роботі: «Арксюша опять освободил хохлов»»[9] |
У вільну від лікарської практики хвилину Арсен Річинський написав книгу на основі поліських легенд «Легенди пралісу». Нині рукопис вважається втраченим. Тут знаходить собі нову дружину, від якої народжується син Віктор.
Після відбуття десятирічного терміну, Річинського разом з новою родиною, відправляють у безстрокове заслання в Кизил-Ординську область Казахської РСР без права повернення в Україну. Там він працює лікарем районної лікарні. На початку 1950-х років створює хор «Дві хмароньки». Водночас не складається життя із новою жінкою і вона кидає його на руках із сином.
У 1952–1953 роках статті Арсена Річинського на медичну тематику друкувалися в часописі «Здоровье Казахстана». Помер Арсен Річинський 13 квітня 1956 року внаслідок крововиливу. Поховали його на цвинтарі станції Джусали Кизил-Ординської області.

### Перепоховання в Україні

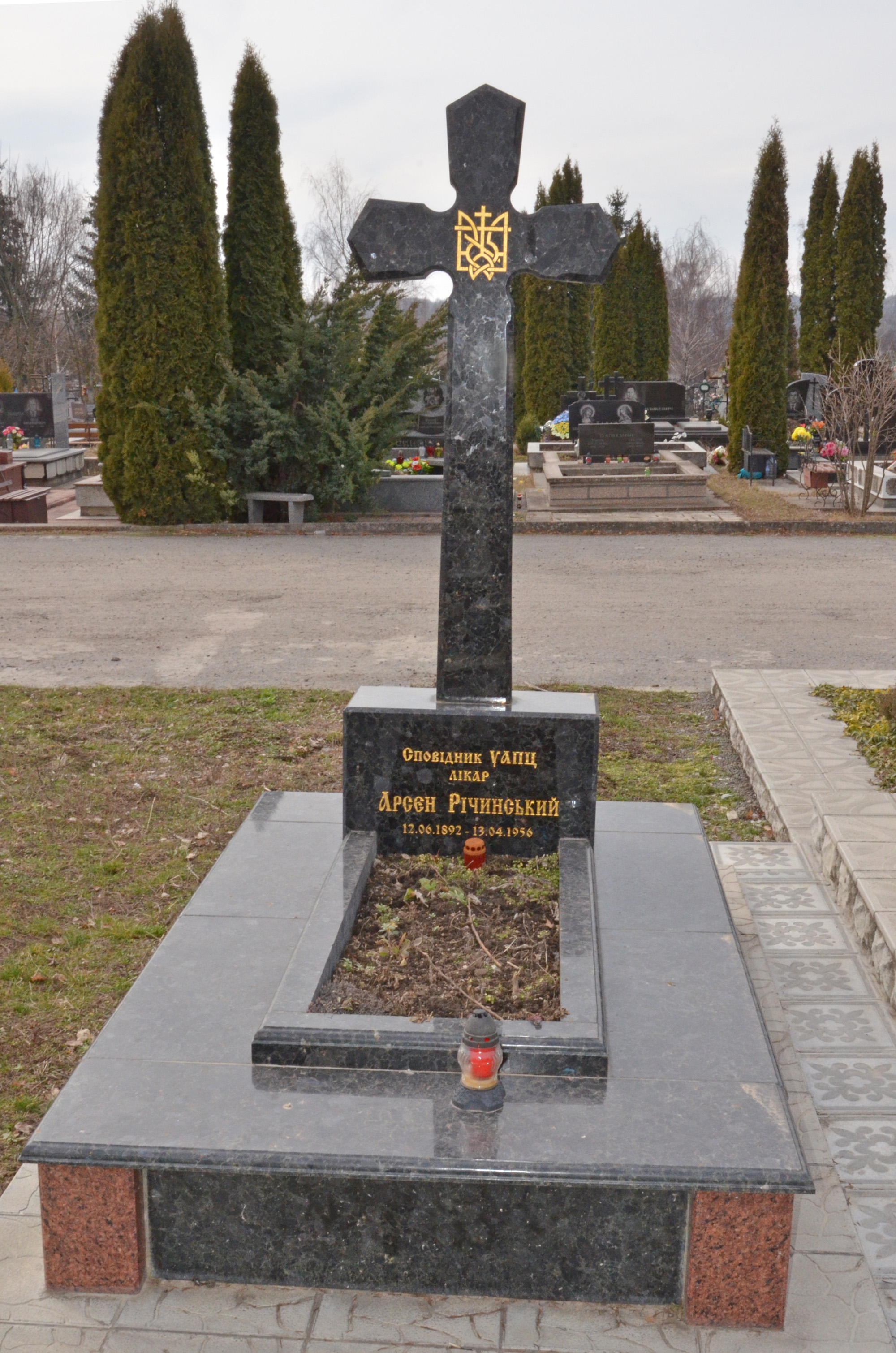
Могила Арсена Річинського на міському кладовищі біля с. Підгороднього

У 2006 році, за ініціативи Предстоятеля УАПЦ митрополита Мефодія останки Арсена Річинського було ексгумовано та доправлено до України. Віднайдення його решток, за сприяння президента Казахстану Нурсултана Назарбаєва та посольства України в Казахстані, було здійснено першим помічником митрополита Мефодія Наталією Шевчук. 14 жовтня 2006 року, на Покрову, ексгумовані останки Арсена Річинського були перевезені до Тернополя й перепоховані на міському кладовищі біля с. Підгороднього.

## Праці

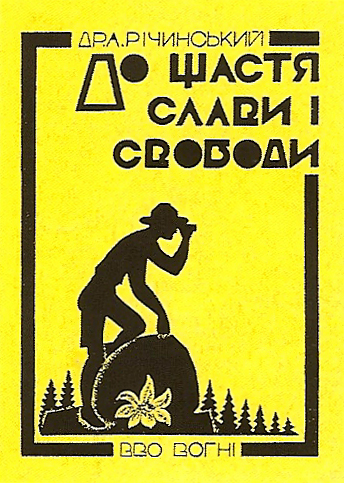
Антон Малюца. Обкладинка книжки А. Річинського «До щастя, слави і свободи».

### Релігієзнавство
- Походження єпископату: в зв'язку з питанням про благодатність ієрархії Української Автокефальної Православної Церкви. Володимир Волинський 1926[12]. Перевидання: Український богослов. № 2, 2003, с. 29-51.
- Сучасний стан церковно-релігійного життя української людности в Польщі. Доклад виголошений на українському православно-церковному з'їзді в Луцьку 5-6 червня 1927 року. Варшава 1927.
- Критичний розгляд постанови Св. Синоду про заборону Українського Церковного З'їзду. Варшава 1927.
- На манівцях. Володимир Волинський 1932. Перевидання: Український богослов. № 2, 2003, с. 19-28.
- Проблєми української реліґійної свідомости. Володимир Волинський 1933. Перевидання: 2-ге (2000), 3-тє (2002),4-те (2009) (з забороненими цензурою правками).

### Духовна музика
- Всенародні співи в українській церкві. Збірка загально-доступних церковних співів для сільських хорів, для шкіл і народу. Володимир Волинський 1925.
- Українські церковні співи. 1926.
- Українські колядки. 1927.
- Скорбна мати. Збірник українських церковно-народніх пісень із богогласника на мішаний хор. Володимир Волинський 1929.
- Українська Відправа Вечірня та Рання. Володимир Волинський 1929.

### Краєзнавство
- Старий город Волинь. Львів, 1938.

### Пластунство
- До щастя, слави і свободи. Львів, 1930.

## Вшанування пам'яті
- 24 травня 1999 року постановою Кабінету міністрів України Кременецькому медичному училищу присвоєно ім'я Арсена Річинського[13]. На фасаді будівлі встановлено меморіальну таблицю.
- 26 серпня 2009 року під час засідання Архієрейського Собору УАПЦ прийнято рішення зарахувати сповідника віри Арсена Річинського до місцевошанованих святих[14].
- У січні 2009 року при Кременецькому медичному училищі імені Арсена Річинського відкрито музей-експозицію Арсена Річинського[15].
- 26 жовтня 2010 року на фасаді хірургічного відділення Ізяславської районної лікарні відкрито пам'ятну дошку Арсенові Річинському.

### Об'єкти топоніміки
Ім'я Арсена Річинського присвоєно вулицям в Ізяславі, Кременці, Володимирі, Луцьку.